# Парламентские выборы в Великобритании (1865)
Парламентские выборы в Великобритании 1865 года прошли с 11 по 24 июля и стали восемнадцатыми парламентскими выборами в истории Соединённого королевства Великобритании и Ирландии после Актов об унии 1800 года и девятыми после Великой реформы 1832 года. В ходе выборов были избраны 658 членов Палаты общин, нижней палаты парламента Соединённого Королевства. Выборы принесли победу либералам во главе с виконтом Палмерстоном, которые увеличили своё большинство над консерваторами графа Дерби до 80 мест.
Это были последние парламентские выборы в Соединённом Королевстве до 2019 года, на которых партия увеличила своё большинство после того, как вернулась к власти на предыдущих выборах с сокращённым большинством.

## Политическая ситуация
Выборы 1865 года современники считали в целом скучным состязанием в национальном масштабе, что преувеличивало степень коррупции в отдельных избирательных округах. В своей докторской диссертации Корнелиус О’Лири описал The Times как сообщавшую: «свидетельства единогласны, что на всеобщих выборах 1865 года было больше расточительных и коррумпированных расходов, чем когда-либо было известно». Результатом многочисленных обвинений в коррупции стала подача 50 избирательных петиций, из которых 35 были переданы в суд; 13 закончились тем, что избранный депутат был отстранён. В четырёх случаях пришлось назначать Королевскую комиссию из-за широко распространённой коррупционной практики в избирательном округе.
В результате, став в 1867 году премьер-министром, Бенджамин Дизраэли объявил, что введёт новый метод рассмотрения избирательных петиций, который затем был определён комитетом Палаты общин, что привело к принятию Акта о парламентских выборах 1868 года, в соответствии с которым двое судей Суда общих тяжб, Суда казначейства или Суда королевской скамьи будут назначаться для рассмотрения избирательных петиций с полной оплатой труда судей.

## Результаты
|        |              |                   |           |         |        |         |       |       |
| Партия | Партия       | Лидер             | Кандидаты | Голоса  | Голоса | Голоса  | Места | Места |
| Партия | Партия       | Лидер             | Кандидаты | Голоса  | %      | ± п. п. | Места | ±     |
|        | Либералы     | Виконт Палмерстон | 516       | 508 821 | 59,51  | ▼ 6,28  | 369   | ▲ 13  |
|        | Консерваторы | Граф Дерби        | 406       | 346 035 | 40,48  | ▲ 6,31  | 289   | ▼ 9   |
|        | Всего        | Всего             | 922       | 854 856 | 100    | ▬       | 658   | ▲4    |

Голоса (%)
| Голоса избирателей | Голоса избирателей | Голоса избирателей | Голоса избирателей | Голоса избирателей |
| ------------------ | ------------------ | ------------------ | ------------------ | ------------------ |
| Либералы           |                    |                    | 59.52 %            |                    |
| Консерваторы       |                    |                    | 40.48 %            |                    |

Места
| Места в парламенте | Места в парламенте | Места в парламенте | Места в парламенте | Места в парламенте |
| ------------------ | ------------------ | ------------------ | ------------------ | ------------------ |
| Либералы           |                    |                    | 56.08 %            |                    |
| Консерваторы       |                    |                    | 43.92 %            |                    |

### Результаты выборов по регионам
| Партия | Партия       | Великобритания | Великобритания | Великобритания | Великобритания | Великобритания | Великобритания | Великобритания | Англия    | Англия  | Англия | Англия | Англия | Англия | Англия | Шотландия | Шотландия | Шотландия | Шотландия | Шотландия | Шотландия | Шотландия |
| Партия | Партия       | Кандидаты      | Голоса         | %              | ±              | Места          | ±              | Б/А            | Кандидаты | Голоса  | %      | ±      | Места  | ±      | Б/А    | Кандидаты | Голоса    | %         | ±         | Места     | ±         | Б/А       |
| ------ | ------------ | -------------- | -------------- | -------------- | -------------- | -------------- | -------------- | -------------- | --------- | ------- | ------ | ------ | ------ | ------ | ------ | --------- | --------- | --------- | --------- | --------- | --------- | --------- |
|        | Либералы     | 433            | 457 289        | 60,0           | ▼6,6           | 311            | ▲5             | 133            | 359       | 406 978 | 59,0   | ▼8,1   | 251    | ▬      | 88     | 51        | 43 480    | 85,4      | ▲19,0     | 42        | ▲2        | 30        |
|        | Консерваторы | 347            | 304 538        | 40,0           | ▲6,6           | 244            | ▼1             | 115            | 308       | 291 238 | 41,0   | ▲8,2   | 213    | ▲4     | 94     | 17        | 4305      | 14,6      | ▼19,0     | 11        | ▼2        | 7         |
| Всего  | Всего        | 780            | 761 827        | 100            | ▬              | 555            | ▲4             | 248            | 667       | 698 216 | 100    | ▬      | 464    | ▲4     | 182    | 68        | 47 785    | 100       | ▬         | 53        | ▬         | 37        |

| Партия | Партия       | Уэльс     | Уэльс  | Уэльс | Уэльс | Уэльс | Уэльс | Уэльс | Ирландия  | Ирландия | Ирландия | Ирландия | Ирландия | Ирландия | Ирландия | Университеты | Университеты | Университеты | Университеты | Университеты | Университеты | Университеты |   |
| Партия | Партия       | Кандидаты | Голоса | %     | ±     | Места | ±     | Б/А   | Кандидаты | Голоса   | %        | ±        | Места    | ±        | Б/А      | Кандидаты    | Голоса       | %            | ±            | Места        | ±            | Б/А          |   |
| ------ | ------------ | --------- | ------ | ----- | ----- | ----- | ----- | ----- | --------- | -------- | -------- | -------- | -------- | -------- | -------- | ------------ | ------------ | ------------ | ------------ | ------------ | ------------ | ------------ | - |
|        | Либералы     | 21        | 4565   | 74,0  | ▲37,6 | 18    | ▲3    | 15    | 83        | 51 532   | 55,6     | ▼5,5     | 58       | ▲8       | 28       | 2            | 2266         | 23,5         | н/д          |              | 0            | ▬            | 0 |
|        | Консерваторы | 16        | 1600   | 26,0  | ▼37,6 | 14    | ▼3    | 12    | 59        | 41 497   | 44,4     | ▲5,5     | 45       | ▼8       | 27       | 6            | 7395         | 76,5         | н/д          | 6            | ▬            | 2            |   |
| Всего  | Всего        | 37        | 6165   | 100   | ▬     | 31    | ▬     | 27    | 142       | 93 029   | 100      | ▬        | 103      | ▬        | 55       | 8            | 9661         | 100          | ▬            | 6            | ▬            | 2            |   |

Источник: Rallings & Thrasher (2012)

## После выборов
Палмерстон умер в октябре того же 1865 года, и на посту премьер-министра его сменил лорд Джон Рассел. Несмотря на большинство, либеральная партия разделилась по вопросу о дальнейшей парламентской реформе, и в 1866 году Рассел ушёл в отставку после поражения на голосовании в Палате общин, что привело к формированию консервативного правительства меньшинства под руководством графа Дерби, а затем Бенджамина Дизраэли.

### Комментарии
1. ↑  Приведённые здесь данные о количестве мест партии вигов включают спикера Палаты общин.
2. ↑  Заштрихованная окраска используется в избирательных округах, избравших депутатов от разных партий
3. ↑  Приведённые здесь данные о количестве мест партии вигов включают спикера Палаты общин.
4. 1 2 3  Перед выборами 1865 года были образованы два новых округа в Западном райдинге Йоркшира: Северный  и Южный. От каждого в палату общин избиралось по 2 парламентария. Дополнительные места были взяты из округов, которые ранее были лишены избирательных прав за коррупцию.